# CITIC Plaza
Het CITIC Plaza is een 80 verdiepingen tellende wolkenkrabber in het district Tianhe van de Chinese stad Guangzhou. Het gebouw werd in 1997 in gebruik genomen.
Haar structurele hoogte is ongeveer 391 meter, inclusief de twee antennes op het dak. In 1997 was het CITIC Plaza het hoogste betonnen gebouw ter wereld en het hoogste gebouw van Azië. In 2014 was het CITIC het op negen na hoogste gebouw van China, het op vijftien na hoogste in Azië en het op tweeëntwintig na hoogste gebouw in de wereld. Het is gelokaliseerd in het snel groeiende district Tianhe en vormt het een complex dat ook twee 38 verdiepingen tellende wooncomplexen bevat. Het bevat een vier verdiepingen hoog winkelcentrum.
Het Plaza ligt dicht bij het treinstation Guangzhou Oost dat de extreem drukke spoorlijnen Guangzhou-Shenzhen en Guangzhou-Hongkong bedient. Een op dat moment nieuw metrostation, en het Tianhe Sports Centre, waar de zesde Nationale Spelen en de Aziatische Spelen van 2010 gehouden werden bevinden zich ook bij het CITIC Plaza.
Het CITIC Plaza wordt omringd door andere zeer hoge gebouwen en is een symbool van de groeiende welvaart en betekenis van Guangzhou.